# 7447-es mellékút (Magyarország)
A 7447-es számú mellékút egy csaknem tizenhat kilométer hosszú, négy számjegyű országos közút Vas vármegyében. A Körmendtől délre fekvő településeket köti össze a Zalalövőtől nyugatra elterülő őrségi településekkel, és a 7411-es úttal.

## Nyomvonala
A 7446-os útból ágazik ki, annak 610-es méterszelvénye közelében, Nádasd külterületén, nyugati irányban. [Korábban, a nádasdi elkerülő átadása előtt a 7446-osnak ez a szakasza még a 86-os főúthoz tartozott.] Kevesebb, mint 100 méterrel ezután keresztezi a Körmend–Zalalövő-vasútvonalat, majd újabb 50 méter után kiágazik belőle nyugati irányba a 74 167-es út. Ez Daraboshegy községbe vezet, majd Halogy legdélebbi házai előtt a 7446-osba torkollva ér véget. Az elágazásnál a 7447-es délnyugatnak fordul; 2,6 kilométer után átlép Daraboshegy közigazgatási területére, majd ott egészen délnek fordul, és 4,7 kilométer megtételét követően így lép szőcei területre. Egyik településnek sem érinti lakott területeit, 7,1 kilométer után már Őrimagyarósd területén jár.
9,6 kilométer megtételét követően éri el Őrimagyarósd legkeletibb házait, ott torkollik bele, bő 6 kilométer megtétele után a 7463-as út, kelet-délkelet felől. A 7447-es itt nyugat-délnyugati irányba fordul, Dózsa György utca néven végighúzódik a községen, majd annak délnyugati szélén, 10,4 kilométer után egy elágazáshoz ér. Számozását a dél-délkelet felé induló út viseli tovább, délnyugatnak pedig a 7448-as út indul innen, Viszák felé. 10,7 kilométernél az út kilép Őrimagyarósd házai közül, a 11. kilométerénél pedig már Hegyhátszentjakab területén jár.
12. kilométere után éri el Hegyhátszentjakab házait, ahol a Kossuth Lajos utca nevet viseli. A 12,400-as kilométerszelvénye táján kiágazik belőle északkelet felé egy számozatlan út a Vadása-tó, illetve a mellette kialakult, üdülőterület jellegű községrész felé; a 12,600-asnál pedig nyugatnak egy önkormányzati út Szaknyér felé. Több irányváltást követően, 13,6 kilométer után lép csak ki a község területéről, itt déli irányban haladva, de a neve végig azonos marad. 14,5 kilométer után ér Felsőjánosfa területére, 14,7 kilométernél eléri a község első házait is, ahol szintén Kossuth utca a neve. A 7411-es útba torkollva ér véget, annak 14,450-es kilométerszelvényénél.
Teljes hossza, az országos közutak térképes nyilvántartását szolgáló kira.gov.hu adatbázisa szerint 15,753 kilométer.

## Települések az út mentén
- Nádasd
- (Daraboshegy)
- (Szőce)
- Őrimagyarósd
- Hegyhátszentjakab
- Felsőjánosfa

## Hídjai
Egyetlen hídját sem tartják számon sem az 1945 előtt épült hidak, sem az 1945 után épült, 10 méternél hosszabb hidak között.